# 隘口乡 (宿松县)
隘口乡，是中华人民共和国安徽省安庆市宿松县下辖的一个乡镇级行政单位。

## 行政区划
隘口乡下辖以下地区：
风和村、九井沟村、新源村、西源村、隘口村、燃灯村、古山村、花学村、毕凉村、清河村和小圩村。